# Алфей
 Тази статия е за бог от древногръцката митология.  За реката в Пелопонес вижте Алфей (река).  
Алфей (на старогръцки: Αλφειός; Alpheus, Alpheios) в древногръцката митология е речен бог. Син на Океан и Тетида. Влюбил се в Аретуза, спътничка на Артемида. Преследвал я приел образа на ловец. Аретуза помолила Артемида за помощ и тя се в превърнала в извор. Влюбеният Алфей слял с нея водите си.

## Галерия
- Alpheus chasing Arethusa by Antoine Coypel (18th-century)
- Alpheus and Arethusa by René-Antoine Houasse
- The Story of Arethusa by Francesco Primaticcio
- Alpheus and Arethusa by Abraham Bloteling (between 1655 and 1690)
- Alpheus and Arethusa (Roman School, circa 1640)
- Alpheus and Arethusa by Carlo Maratta (7th-century)
- Alpheus and Arethusa by John Martin (1832)
- Arethusa Chased by Alpheus by Wilhelm Janson and Antonio Tempesta (1606)
- Alpheus and Arethusa by Johann König (probably 1610s)
- Alpheus and Arethusa by Luigi Garzi
- Alpheus and Arethusa by Paolo de Matteis (1710)
- Aréthuse et Alphée by Léopold Burthe (1847)
- Arethusa
- Scultore fiorentino, alfeo e aretusa, 1561 – 62
- Alpheus and Arethusa by Battista di Domenico Lorenzi (1568 – 70)